# Stourne de Micronésie
Aplonis opaca
Espèce
Statut de conservation UICN

 LC  : Préoccupation mineure
Le Stourne de Micronésie (Aplonis opaca) est une espèce de passereaux de la famille des Sturnidae.

## Répartition
Cet oiseau est présent en Micronésie, dans les îles Mariannes du Nord, et à Palau.

## Habitat
Il vit dans les forêts tropicales et subtropicales sèches et humides.

## Alimentation
Il se nourrit de fruits, de graines et occasionnellement d'insectes et d’œufs d'oiseaux de mer.

## Sous-espèces
Selon la classification de référence du Congrès ornithologique international (version 3.3, 2013), cet oiseau est représenté par sept sous-espèces :
- Aplonis opaca aenea Taka-Tsukasa & Yamashina, 1931 ;
- Aplonis opaca guami Momiyama, 1922 ;
- Aplonis opaca orii Taka-Tsukasa & Yamashina, 1931 ;
- Aplonis opaca kurodai Momiyama, 1920 ;
- Aplonis opaca ponapensis Taka-Tsukasa & Yamashina, 1931 ;
- Aplonis opaca opaca (Kittlitz, 1833) ;
- Aplonis opaca anga Momiyama, 1922.